# Антонов Петро Григорович
Петро́ Григо́рович Анто́нов (1878, тепер Російська Федерація — ?) — радянський діяч. Член ВЦВК. Член Центральної контрольної комісії ВКП(б) у 1925—1930 роках. 

## Життєпис
Працював робітником-ливарником Надеждинського заводу на Уралі.
Член РСДРП(б) з жовтня 1917 року.
Брав участь у Жовтневому перевороті на Уралі.
На 1924—1929 роки — помічник завідувача ливарної майстерні Надеждинського заводу Уральської області (тепер — Свердловської області), член міської ради міста Надеждинська.
Подальша доля невідома.